# Váhovce
Váhovce este o comună slovacă, aflată în districtul Galanta din regiunea Trnava. Localitatea se află la altitudinea de 123 m deasupra n.m., se întinde pe o suprafață de 15,98 km2 și în 2017 număra 2.098 de locuitori.

## Istoric
Localitatea Váhovce este atestată documentar din 1259.

## Demografie
| An:                | 1994 | 2004   | 2014   | 2024   |
| ------------------ | ---- | ------ | ------ | ------ |
| Număr de persoane: | 1949 | 2070   | 2136   | 2008   |
| Diferență:         |      | +6,20% | +3,18% | −5,99% |

| An:                | 2023 | 2024   |
| ------------------ | ---- | ------ |
| Număr de persoane: | 2024 | 2008   |
| Diferență:         |      | −0,79% |